# Nysvenska
Nysvenska (pol. nowy szwedzki) – odmiana języka szwedzkiego, która była używana w okresie od około 1520 do około 1850 roku.
Nysvenska jest zwykle dzielony na dwa okresy: starszy (1520–1730) i młodszy (1730–1850), który jest nazywany äldre svenska (pol. starszy szwedzki). Daty przejścia z jednego języka do drugiego nie są szczegółowo zdefiniowane.